# Zwerggrundel
Die Zwerggrundel (Pandaka pygmaea) ist einer der kleinsten Fische der Welt. Männliche Zwerggrundeln werden nur 0,9 bis 1,1 cm lang, Weibchen erreichen immerhin 1,5 cm.

## Merkmale
Kopf und Nacken der Zwerggrundel sind schuppenlos. An ihren Körperseiten finden sich vier aus einzelnen dunklen Flecken gebildete Bänder. Mit Ausnahme der Bauchflossen sind die Basen aller Flossen stärker pigmentiert.
- Flossenformel: Dorsale VII/6–7, Anale I/6–7.
- Schuppenformel: mLR 22–25.

## Verbreitung und Gefährdung
Die Zwerggrundel lebt in Süß- und Brackwasser, in Flüssen, Flussmündungen und Mangrovengebieten auf den Philippinen (Culion, Palawan), Singapur und in Indonesien (Bali, Sulawesi). Die Population auf den Philippinen ist inzwischen möglicherweise durch Verschmutzung der Heimatgewässer ausgestorben. Die IUCN listet die Art als vom Aussterben bedroht („Critically Endangered“).